# 欧洲联盟车辆号牌

在大部分欧盟国家牌照上，欧盟旗帜上的星衬于蓝条之上

欧洲联盟车辆号牌是根据欧洲联盟规定的通用格式制定、由各成员国发放的牌照。在欧洲绝大多数地区，例如欧盟成员国，已经统一了牌照格式。根据维也纳公约的规定，跨境车辆必须在车辆后方标注车辆国籍代码。其中，最简单的方式是将代码粘帖在车尾。同时，代码也可以作为车牌的一部分。此时，前后两块车牌都必须包含此代码，且需要增添车辆所属国家的国旗或国徽，或者是国家所属的地区经济一体化组织的标志。

## 车牌格式
欧盟车牌的共同格式由欧洲议会于1998年11月3日的2411/983令第三条通过，1998年11月11日开始强制施行。它以爱尔兰（1991年）、葡萄牙（1992年）、德国（1994年）三国此前使用的牌照格式为基础。卢森堡从1988年起已在车牌左边呈现欧盟旗帜。
- 在大部分欧盟国家的牌照上，最左边的部分为一蓝条，上有代表欧盟的星圈和车辆注册国的国家代码。丹麦的牌照在蓝色的欧盟条带右侧还有一条全息线。

- 欧盟车牌为白色或黄色底，牌面为长条形。荷兰和卢森堡前后均使用黄色牌照，英国、直布罗陀和塞浦路斯的前牌照为白色，后牌照为黄色。与其他大多数国家不同，英国使用的是塑料牌照（字母及数字为凸起的金属牌照也可供选择）塑料与金属混合的牌照在爱尔兰和法国获准使用，近期在德国也获准使用[5]。瑞典和挪威先前也使用塑料牌照。

- 在黄色牌照的使用方面，除上文提到的几个国家以外，还使用于丹麦和匈牙利的商业用车上，和瑞典、拉脱维亚、立陶宛和希腊的出租车上。比利时原来的牌照使用红字，这也是唯一一个不使用标准的白底黑字或黄底黑字牌照的国家。在欧盟统一格式的牌照在2010年应用于比利时以后，当局选择了一种略深一点的红色 (RAL 3003）以提高可读性。在挪威，仅有前排座的车辆（用于货运）使用绿底黑字的牌照。

- 一些非欧盟国家也采用了相似的设计，但用自己的符号取代了欧盟旗上的星圈。挪威是其中的一个例子，把挪威国旗放在了原来星圈的位置上，其余设计不变。爱尔兰的车牌在左侧有爱尔兰国旗和国家代码。在2004年欧盟东扩以前，拉脱维亚、波兰、立陶宛已经在使用带国旗的欧盟式车牌。入盟后相应的国旗被星圈所代替。保加利亚和罗马尼亚在2007年入盟前后也经历了这样的过程。

- 根据协定，车辆在外国行驶时，尾部应贴有标明所属国家的椭圆形国籍标贴，但这一规定并未严格遵守，因为事实上牌照上已经注明车辆所属国。

### 各国通用的字母和数字系统
有几个国家采取措施避免车牌号与别国重复，但并不完全成功。偶尔还会产生停车罚款或自动测速仪通讯等方面的问题。
- 比利时（至2010年）、塞浦路斯、芬兰、格鲁吉亚（至2014年）、匈牙利（1990到2022年）、立陶宛、马耳他、瑞典（1974到2019年）和摩尔多瓦（自2014年）采用的是  ABC 123 的组合。

- 保加利亚采用的是  A[A] 0000 A[A]  的组合。即一到两个数字表示区域，然后是四位数字，最后是一到两个字母。所有的字母都是在拉丁字母和西里尔字母中共有的，具体为A、B、C、E、H、K、M、O、P、T、X和Y。

- 希腊采用  ABC-1234  的组合。由于和保加利亚类似，官方语言采用的都是非拉丁字母，车牌上的字母也都是在拉丁字母和希腊字母中共有的，共包括A、B、E、Z、H、I、K、M、N、O、P、T、Y和X，按希腊字母表的顺序排列。西班牙则采用  1234 ABC  的组合，元音字母和易混淆的辅音字母(如 Ñ和Q）不使用。

- 挪威使用  AB 12345  组合,丹麦使用  AB 12345  组合 (丹麦的试驾车为  AB 1234  组合）。两国牌照相似，但丹麦牌照有红边。国家代码可减轻混淆程度（挪威自2006年11月1日起使用这一系统）。丹麦牌照号段已开始枯竭，现已开始使用原为法罗群岛预留的欧盟式牌照号段（使用与非欧盟式牌照不同的字母）。丹麦从2009年12月开始发放带国家代码的车牌,重新从  AA 11111  开始发放，未注销号码不会被覆盖，新号牌并不强制更换。

- 荷兰和葡萄牙使用三组数字或字母，每组两个，例如：  AB-12-CD  、  12-34-AB  、  12-AB-34  和  AB-12-34  。但是葡萄牙牌照为白底，荷兰牌照自1978年1月1日起为黄底。但两国都向老爷车发放蓝底白字牌照。另外荷兰新牌照只有辅音字母，以避免可能碰巧遇到的缩写或单词。还有些敏感的字母组合不使用，例如SS或SD。“AA”预留给王家车辆。荷兰公司所属的公交车、卡车和/或小型厢式车的牌照一定以B或V打头。荷兰出租车使用蓝色牌照。新的字母组合已经于2008年用完，目前新登记车辆使用  12-ABC-3  格式的牌照。

- 比利时在1973到2008年间采用  ABC-123  的组合。在2008年这一组合的号段开始用尽，组合更新为倒序的  123-ABC  。第一块采用新组合的的牌照颁发于2008年6月25日。在2010年11月15日，比利时采用了新的欧盟牌照格式，同时推出了  1-ABC-234  的组合。但是，先前的六位牌照仍然有效，并且失效日期仍未确定。由于比利时的政策规定：车牌关联到车主（而不是特定车辆）名下，可以预见的是，六位的车牌并不会很快被全部淘汰。因此，为了推进七位牌照的使用，未来的车辆只能注册在七位牌照下。

- 卢森堡使用  AB 1234 的组合，更旧的组合为  AB 123  或  12345  。这类车牌目前已经不再颁发，但仍然在使用中。

- 目前罗马尼亚大部分县和英国使用  AB12 CDE  格式号牌。罗马尼亚尾部牌照为白色，而英国则为黄色，二者空间和字体也不同。

- 法国和意大利牌照颜色和字母数字组合非常類似（法國為AB-123-CD，意大利為AB·123CD），增加了混淆的可能，同时两国相邻且跨境车辆极多。

### 不同的数字体系
欧盟各成員国使用不同的数字排列和字体：
- 大部分国家，包括：奥地利、保加利亚、捷克、爱沙尼亚、德国、希腊、爱尔兰、波兰、罗马尼亚、斯洛伐克和斯洛文尼亚（以及1993年10月前的意大利、立陶宛和2000年前的西班牙），其牌照中有一个或几个与该牌照发放地名直接相关的字母表示该牌照发放地。例如：“B”和“M”在德国分别表示柏林和慕尼黑，“TN”和“ZV”在斯洛伐克分别表示特伦钦和兹沃伦，“AX”和“KY”在希腊分别表示阿哈伊亚州和克基拉岛。某些国家，包括奥地利、德国、斯洛文尼亚和瑞士还将区徽或市徽加入牌照。
- 法国（2009年前）使用数字表示车辆登记地。2009年之後車牌使用AB-123-CD格式並在最後標註所屬大區區徽和省份編號，比如登記在馬恩河谷省的車牌會標註法蘭西島大區區徽並且在下方標誌94。
- 英国牌照以车辆首次登记地及日期为基础。在大不列颠登记车辆的车主可选择有英格兰国旗、苏格兰国旗、威尔士国旗或英国国旗，同时对应注有代码/名称（ENG/England/ENGLAND、SCO/Scotland/SCOTLAND、Wales/WALES或CYM/Cymru/CYMRU、GB/Great Britain/GREAT BRITAIN或UK/United Kingdom/UNITED KINGDOM）的牌照。此种牌照英国以外不可作為識別用途，如需前往歐盟仍需使用橢圓形國籍標貼[6]。但是在北爱尔兰登记的车辆却不可以使用此类牌照，只有可供选择的欧盟式样，代码为GB[7]。
- 比利时、丹麦、芬兰、匈牙利、意大利、拉脱维亚、卢森堡、荷兰、葡萄牙、瑞典牌照无任何关于地点的标注。2000年起，西班牙停止在牌照上注明省代码，但此前登记的车辆上仍可见到“B”（巴塞罗那）、“M”（马德里）和“GI”（赫罗纳）。
- 1999年起，意大利在牌照两边增加两条蓝带。右侧条带上为牌照发放年份的两位数字（如“99”、“05”、“08”），其下方根据车主意愿可能会有省份的两字母代码，如“MO”表示摩德纳。
- 2009年起，法国使用与意大利相同的体系，牌照右侧蓝条中加注表示省份的数字。

## 車牌標貼
| 圖例     |        |          |          |          |          |            |      |
| 代表國家 | 奥地利 | 比利时   | 保加利亚 | 賽普勒斯 | 捷克     | 德国       | 丹麦 |
| 圖例     |        |          |          |          |          |            |      |
| 代表國家 | 西班牙 | 爱沙尼亚 | 法國     | 芬兰     | 希腊     | 匈牙利     |      |
| 圖例     |        |          |          |          |          |            |      |
| 代表國家 | 義大利 | 爱尔兰   | 盧森堡   | 立陶宛   | 拉脫維亞 | 馬爾他     | 荷蘭 |
| 圖例     |        |          |          |          |          |            |      |
| 代表國家 | 葡萄牙 | 波蘭     | 羅馬尼亞 | 瑞典     | 斯洛伐克 | 斯洛維尼亞 |      |

## 牌照费用
荷兰和葡萄牙实行差异费用，以鼓励购买低污染车辆。荷兰车主首次购买一手混合动力车时最多可免除6,000欧元新牌照费用。奥地利实行以耗油为依据的差异费用已有多年。

## 列表
| 成员国     | 缩写 | 圖例 |
| ---------- | ---- | ---- |
| 奥地利     | A    |      |
| 比利时     | B    |      |
| 保加利亚   | BG   |      |
| 賽普勒斯   | CY   |      |
| 捷克       | CZ   |      |
| 德国       | D    |      |
| 丹麦       | DK   |      |
| 西班牙     | E    |      |
| 爱沙尼亚   | EST  |      |
| 法國       | F    |      |
| 芬兰       | FIN  |      |
| 希腊       | GR   |      |
| 匈牙利     | H    |      |
|            | HR   |      |
| 義大利     | I    |      |
| 爱尔兰     | IRL  |      |
| 盧森堡     | L    |      |
| 立陶宛     | LT   |      |
| 拉脫維亞   | LV   |      |
| 馬爾他     | M    |      |
| 荷蘭       | NL   |      |
| 葡萄牙     | P    |      |
| 波蘭       | PL   |      |
| 羅馬尼亞   | RO   |      |
| 瑞典       | S    |      |
| 斯洛伐克   | SK   |      |
| 斯洛維尼亞 | SLO  |      |

## 摩托车牌照
| 成员国     | 缩写 | 圖例 |
| ---------- | ---- | ---- |
| 奥地利     | A    |      |
| 比利时     | B    |      |
| 保加利亚   | BG   |      |
|            | HR   |      |
| 賽普勒斯   | CY   |      |
| 捷克       | CZ   |      |
| 丹麦       | DK   |      |
| 爱沙尼亚   | EST  |      |
| 芬兰       | FIN  |      |
| 法國       | F    |      |
| 德国       | D    |      |
| 希腊       | GR   |      |
| 匈牙利     | H    |      |
| 爱尔兰     | IRL  |      |
| 義大利     | I    |      |
| 拉脫維亞   | LV   |      |
| 立陶宛     | LT   |      |
| 盧森堡     | L    |      |
| 馬爾他     | M    |      |
| 荷蘭       | NL   |      |
| 波蘭       | PL   |      |
| 葡萄牙     | P    |      |
| 羅馬尼亞   | RO   |      |
| 斯洛伐克   | SK   |      |
| 斯洛維尼亞 | SLO  |      |
| 西班牙     | E    |      |
| 瑞典       | S    |      |

## 图集

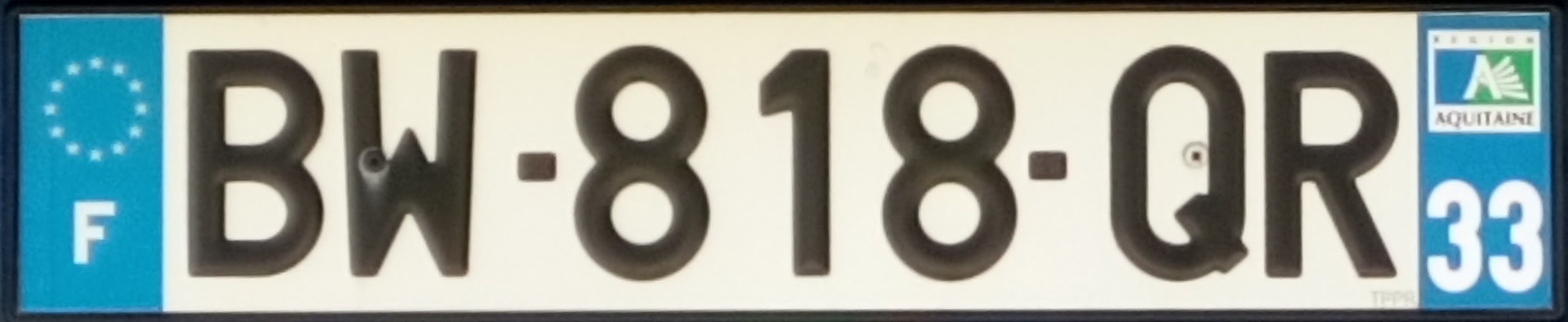
法国牌照
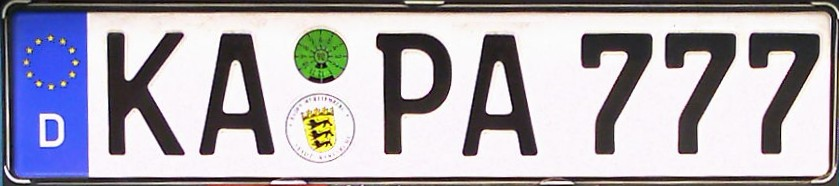
德国卡爾斯魯爾牌照
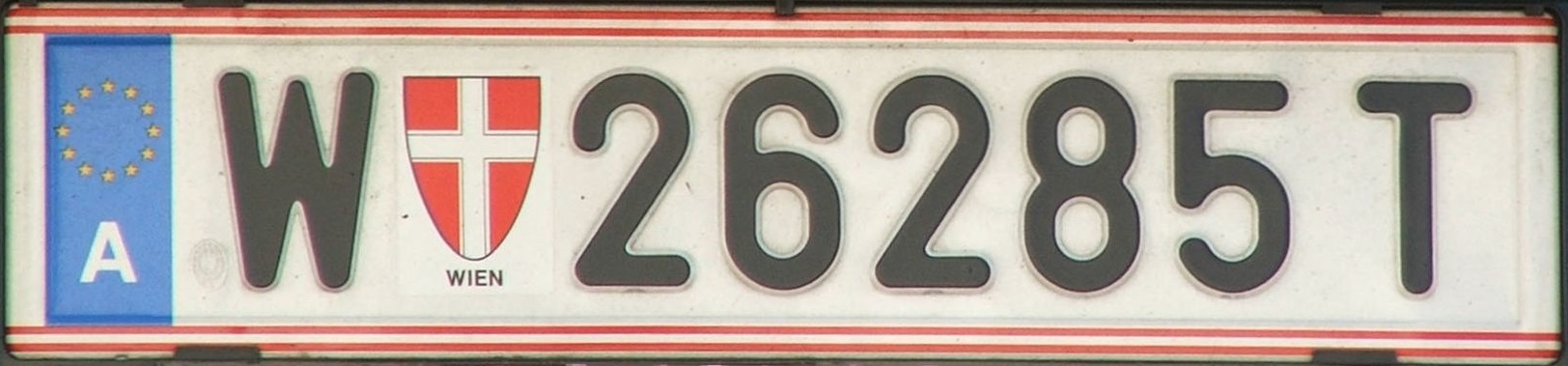
奥地利维也纳牌照
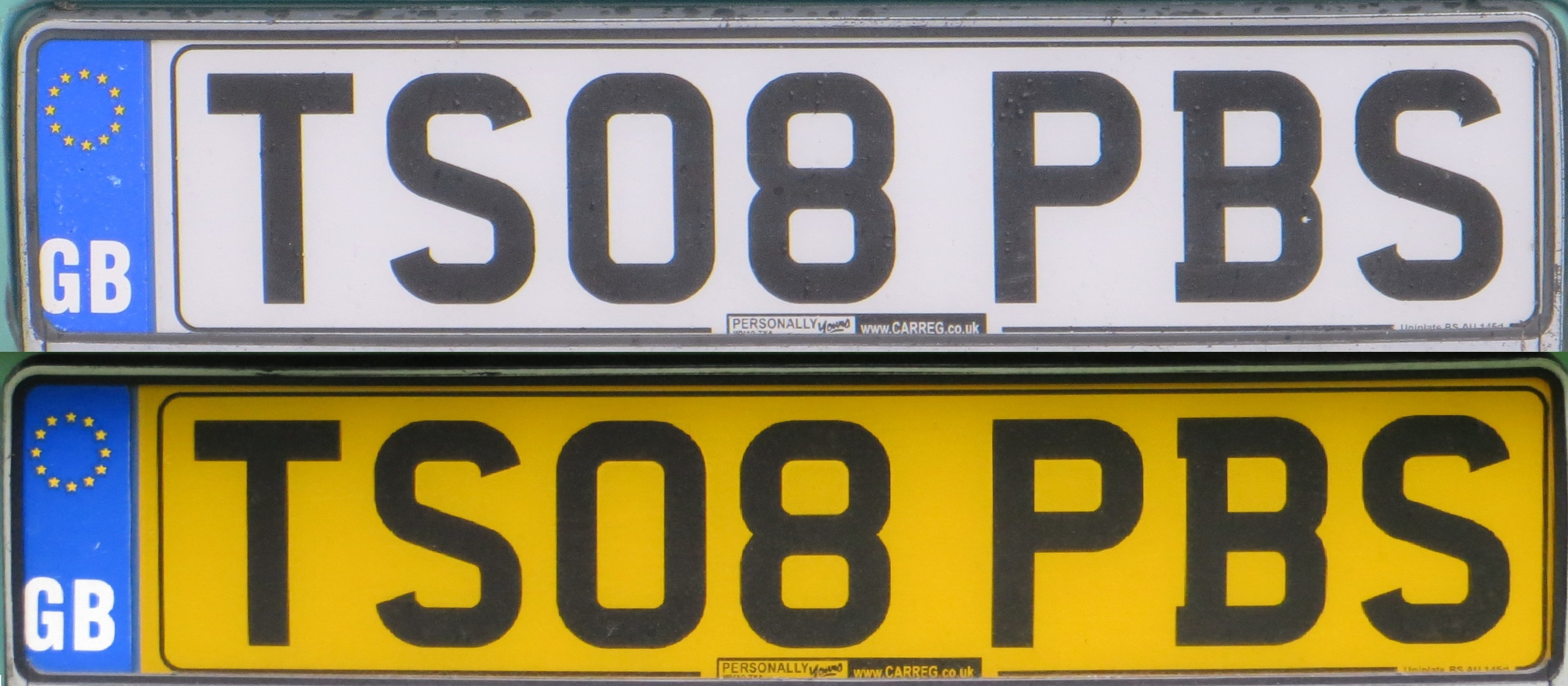
脫歐前的英國牌照
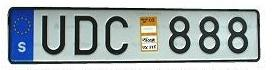
瑞典牌照
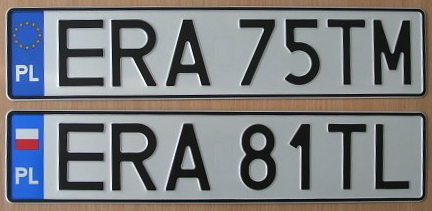
波兰牌照。新牌照有欧盟标志，旧牌照发放于加入欧盟之前不久
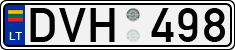
立陶宛加入歐盟之前的牌照
最常见的丹麦牌照（1976式）
丹麦牌照（2009式）
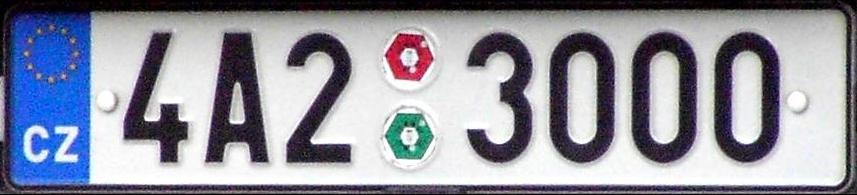
2004年后的捷克牌照
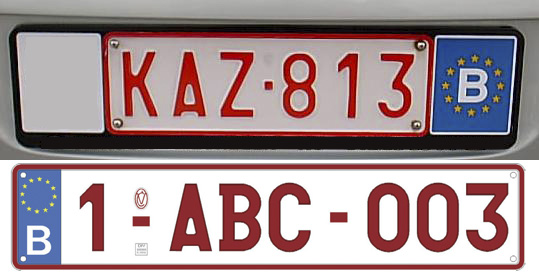
舊式比利时牌照(上)與新式比利时牌照(下)
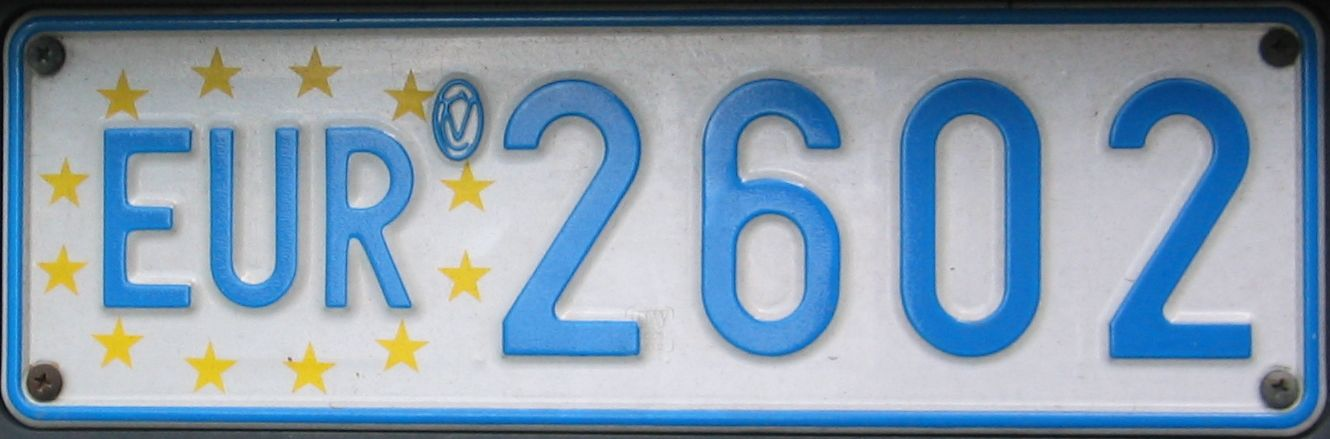
比利时牌照（欧盟工作人员）
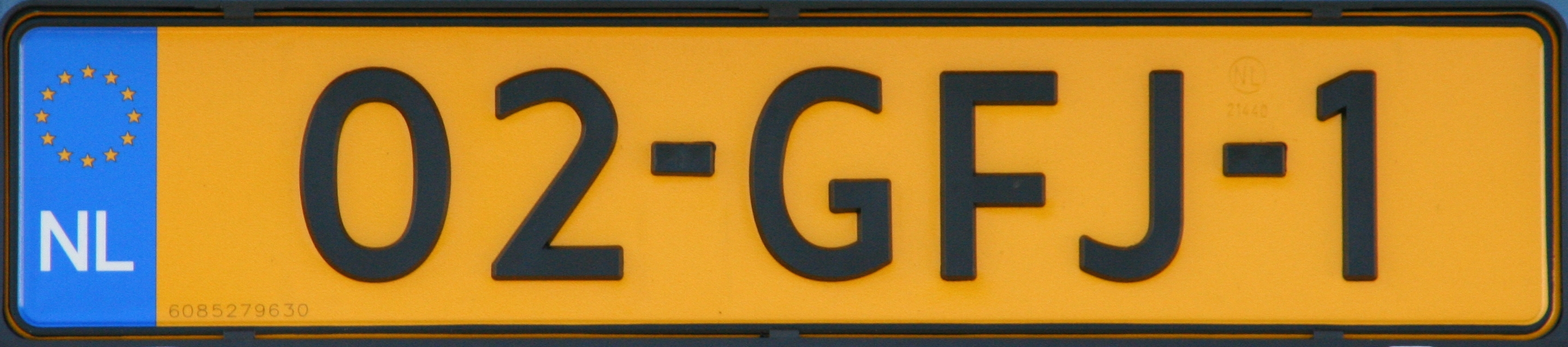
荷兰牌照
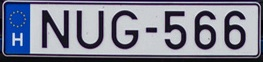
匈牙利牌照
波士尼亞與赫塞哥維納牌照
Fälschungserschwerende Schrift（德语：FE-Schrift）字体，德国牌照防伪措施。注意一般情况下相似的字形（如O和Q）形状区别很明显
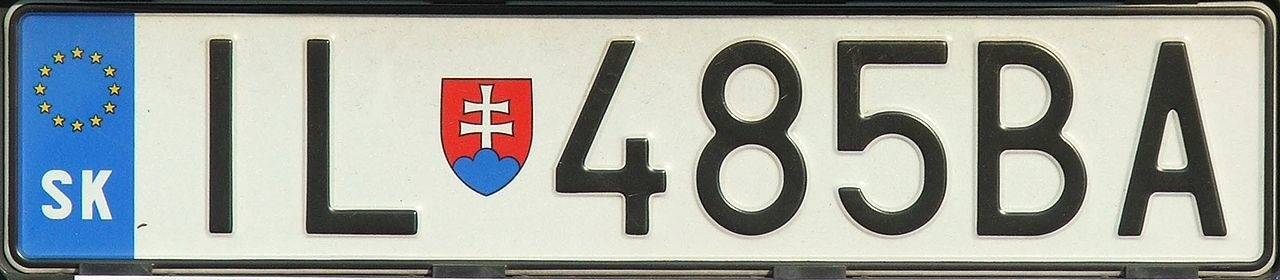
斯洛伐克牌照
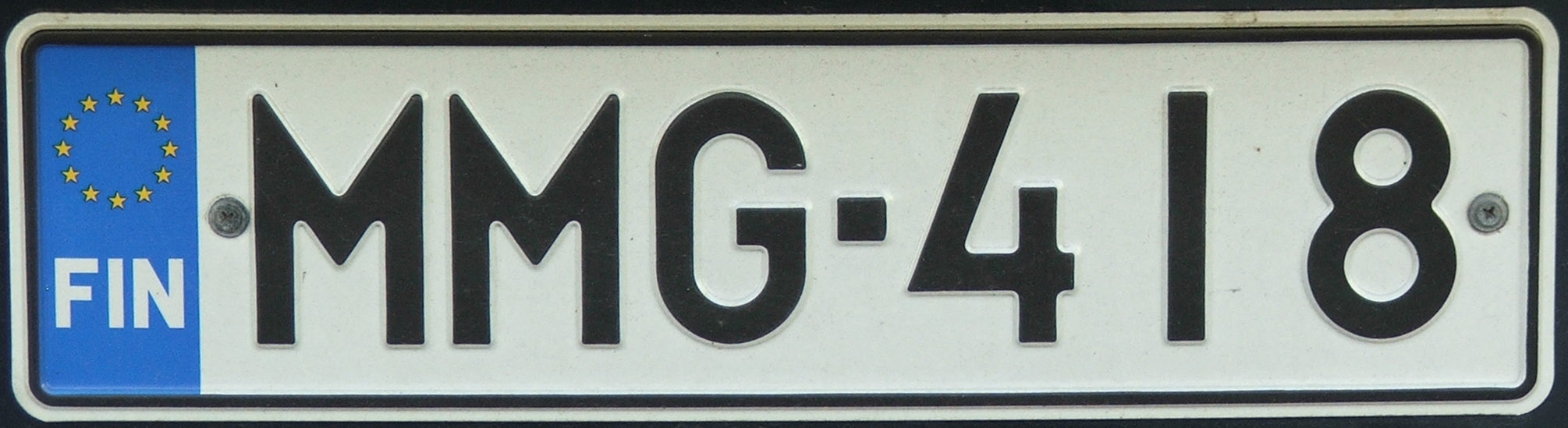
芬兰牌照
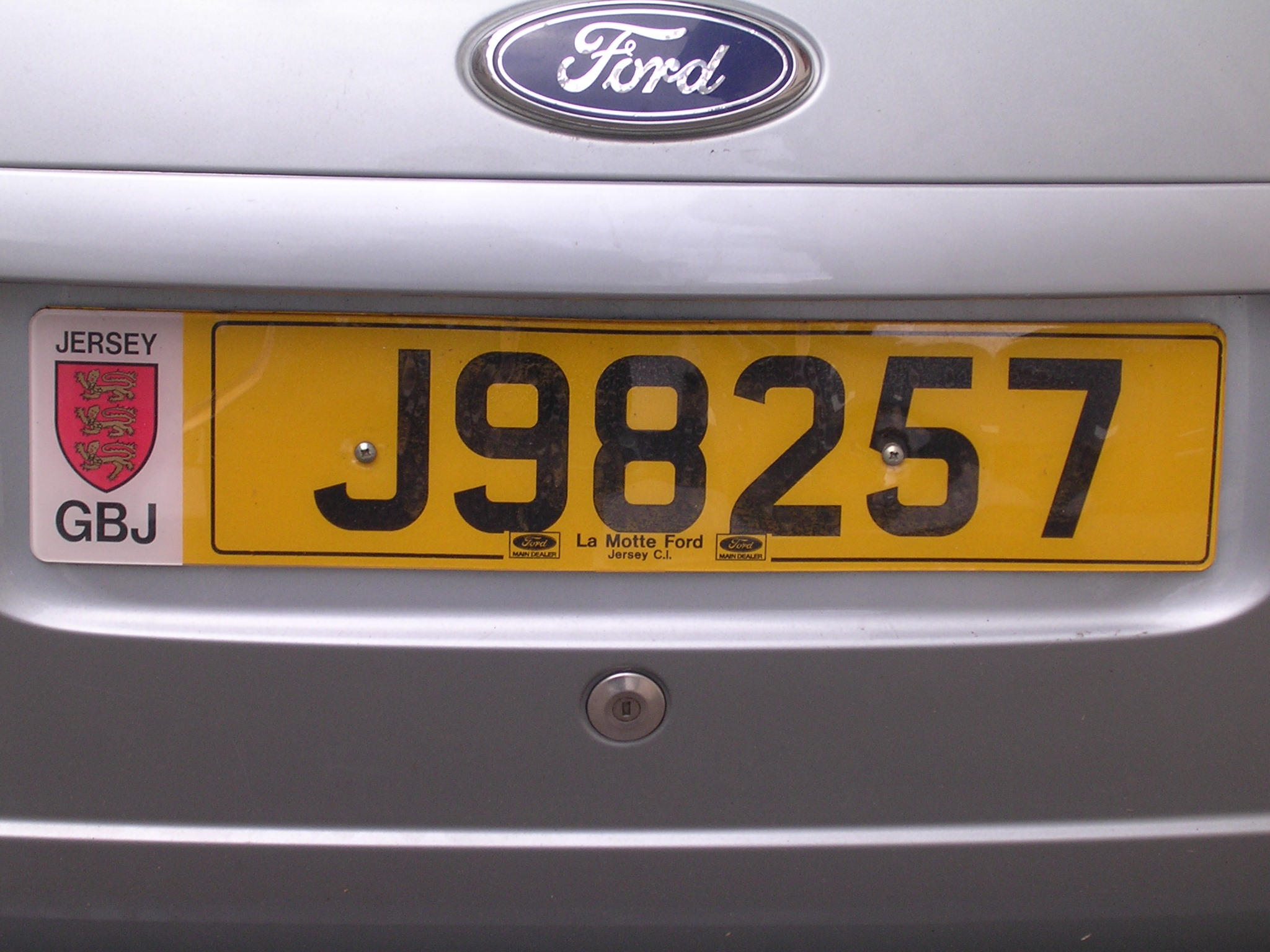
英国泽西岛（不属于欧盟）牌照
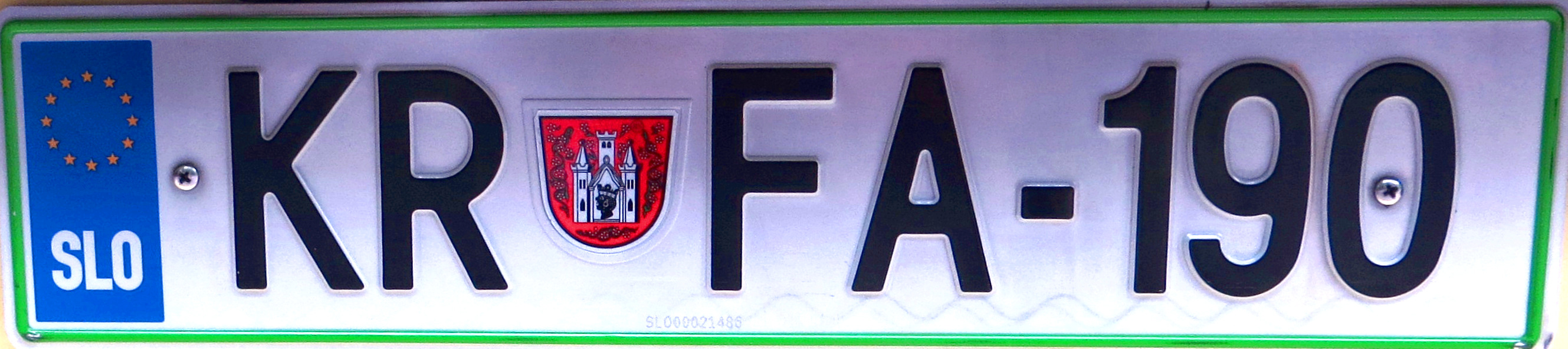
斯洛文尼亚牌照
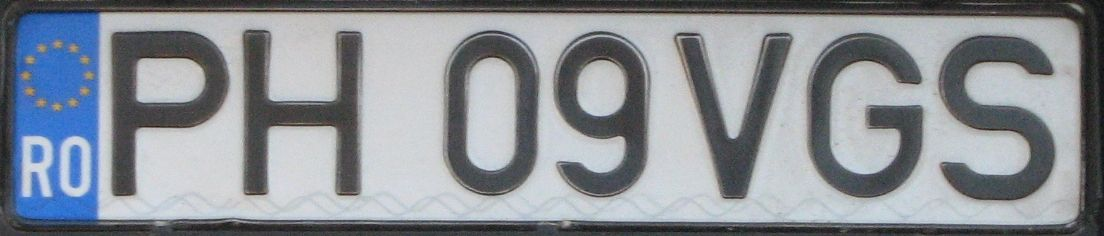
罗马尼亚牌照
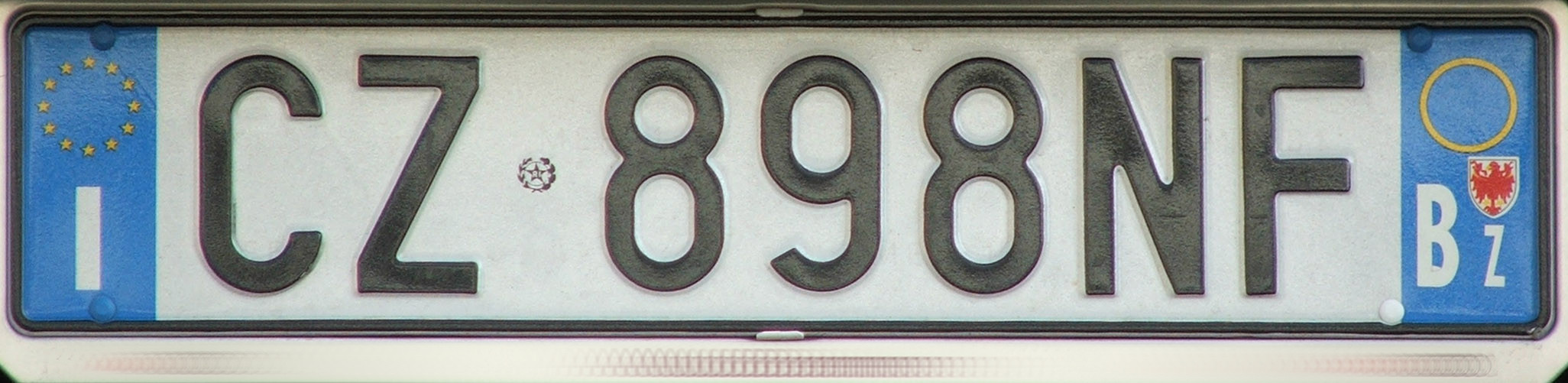
意大利牌照
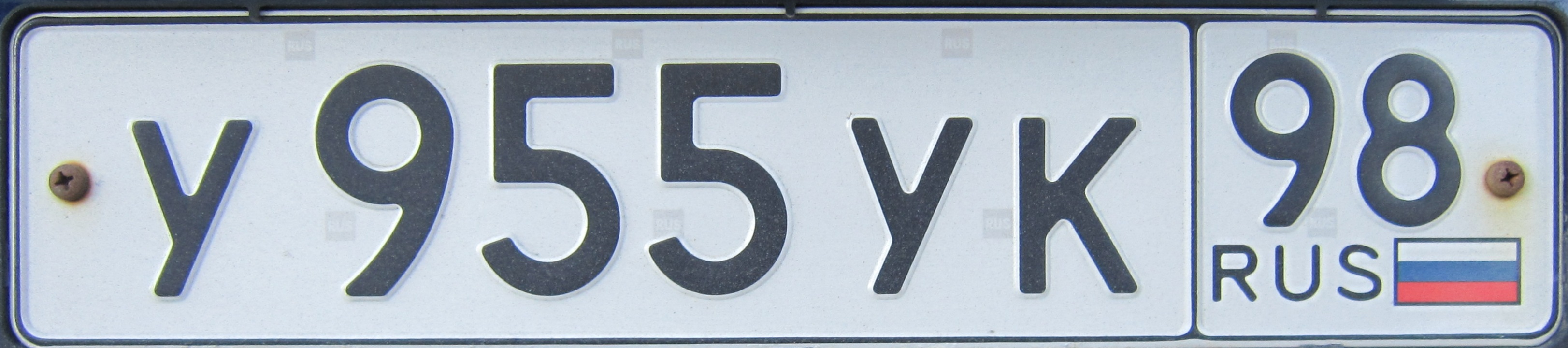
俄罗斯聖彼得堡牌照
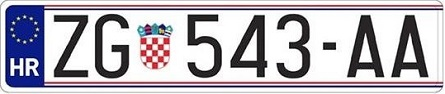
克罗地亚牌照，注有地区代码、数字和字母
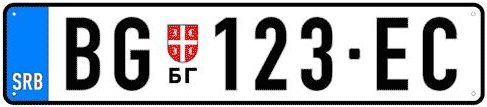
塞尔维亚新式牌照
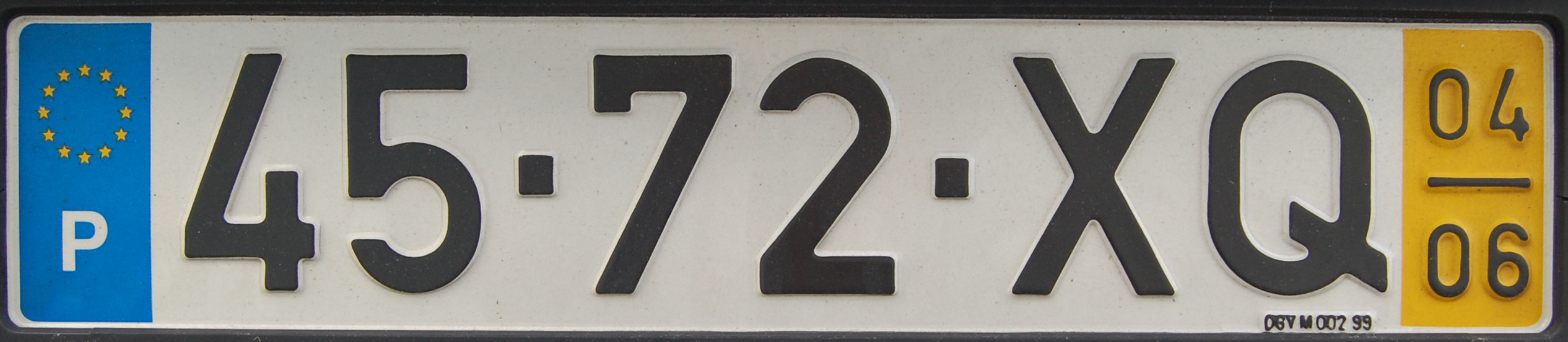
葡萄牙牌照，最右方黃色範圍數字表示汽車登記年份(上)和月份(下)
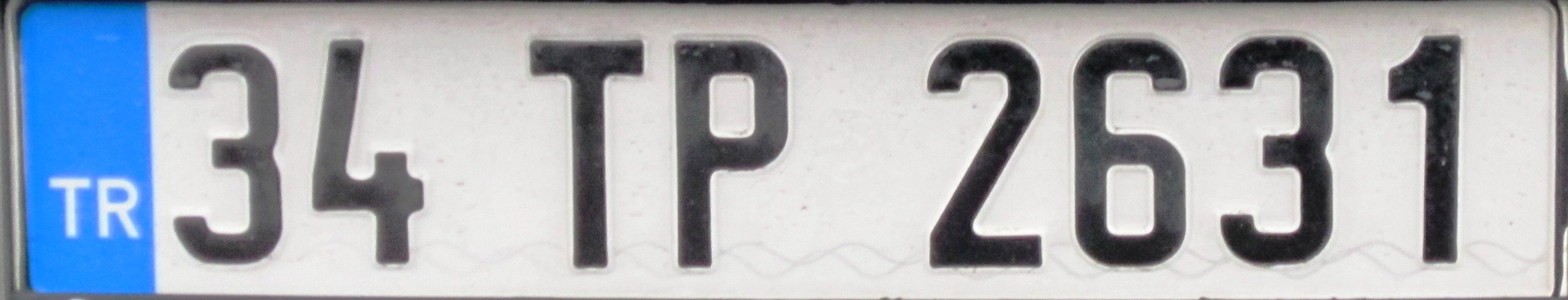
土耳其伊斯坦堡牌照
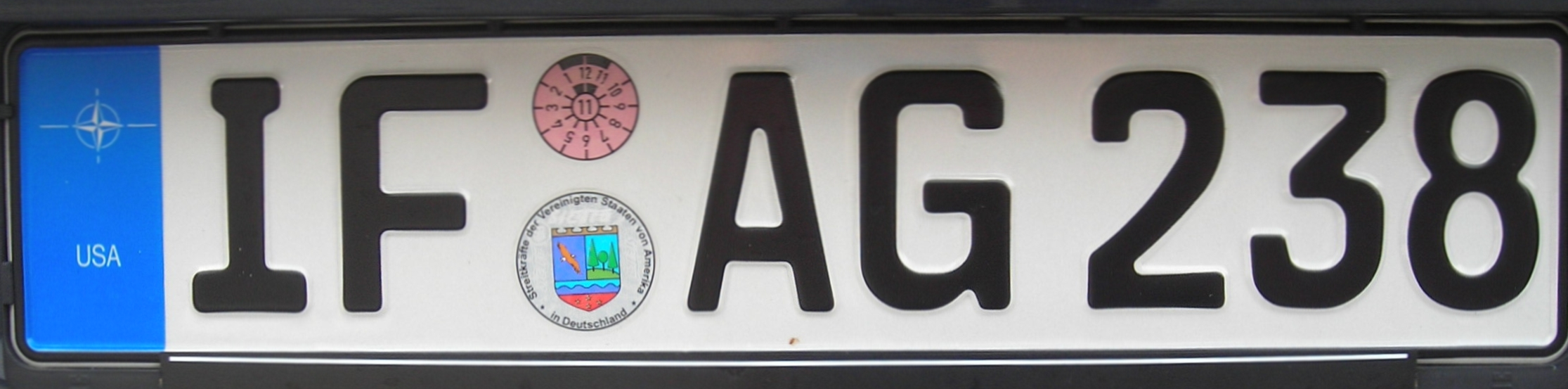
美军在德国驻军所属车辆使用的牌照。以德国车牌为基础设计，但是本应为欧盟旗帜的图案被替换为北大西洋公约组织旗图案以及德国的国家代码被替换为USA（美国的国名缩写）字母
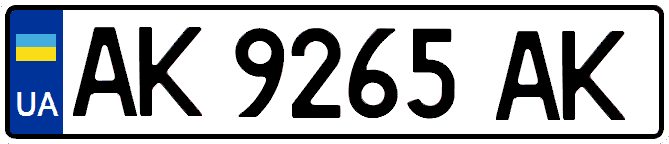
烏克蘭牌照